# Клюкі (гміна Калушин)
Клюкі (пол. Kluki) — село в Польщі, у гміні Калушин Мінського повіту Мазовецького воєводства.
Населення — 72 особи (2011).
У 1975-1998 роках село належало до Седлецького воєводства.

## Демографія
Демографічна структура станом на 31 березня 2011 року:
|          | Загалом | Допрацездатний вік | Працездатний вік | Постпрацездатний вік |
| -------- | ------- | ------------------ | ---------------- | -------------------- |
| Чоловіки | 33      | 8                  | 22               | 3                    |
| Жінки    | 39      | 8                  | 24               | 7                    |
| Разом    | 72      | 16                 | 46               | 10                   |